# Diecezja Puerto Plata
Diecezja Puerto Plata (łac. Dioecesis Portus Argentarii) – katolicka diecezja na Dominikanie należąca do archidiecezji Santiago de los Caballeros. Została erygowana 16 grudnia 1996 roku.

## Ordynariusze
- Gregorio Nicanor Peña Rodríguez (1996 - 2004)
- Julio César Corniel Amaro (2005 -)

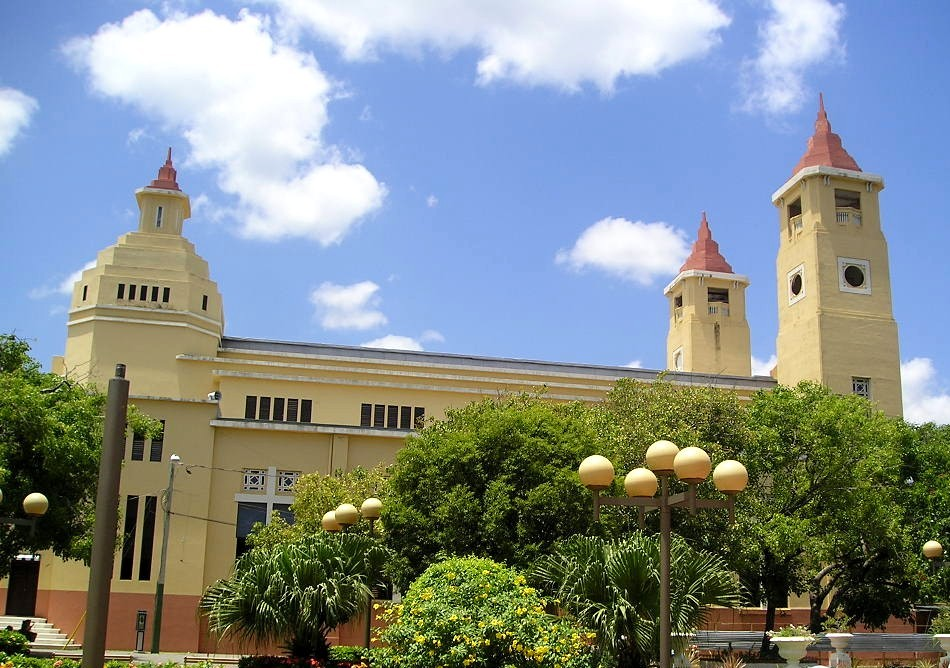
Katedra w Puerto Plata